# Falcatifolium papuanum
Falcatifolium papuanum är en barrträdart som beskrevs av De Laub. Falcatifolium papuanum ingår i släktet Falcatifolium och familjen Podocarpaceae. IUCN kategoriserar arten globalt som livskraftig. Inga underarter finns listade i Catalogue of Life.